# 張淑妃 (宋神宗)
張淑妃（11世纪?—1105年），宋神宗的妃嬪。
初为御侍，1067年或之后生皇次女賢恪帝姬。熙宁二年（1069年）四月，封仁寿县君，三年正月进正五品才人，五年（1072年）七月，女儿夭折。
元丰八年（1085年）四月，新皇帝宋哲宗尊封她为三品婕妤，元符三年（1100年）正月进正二品嫔位之一的婉容。崇宁五年九月，張婉容逝世，追赠淑妃，谥曰懿静。